# Robin Woods

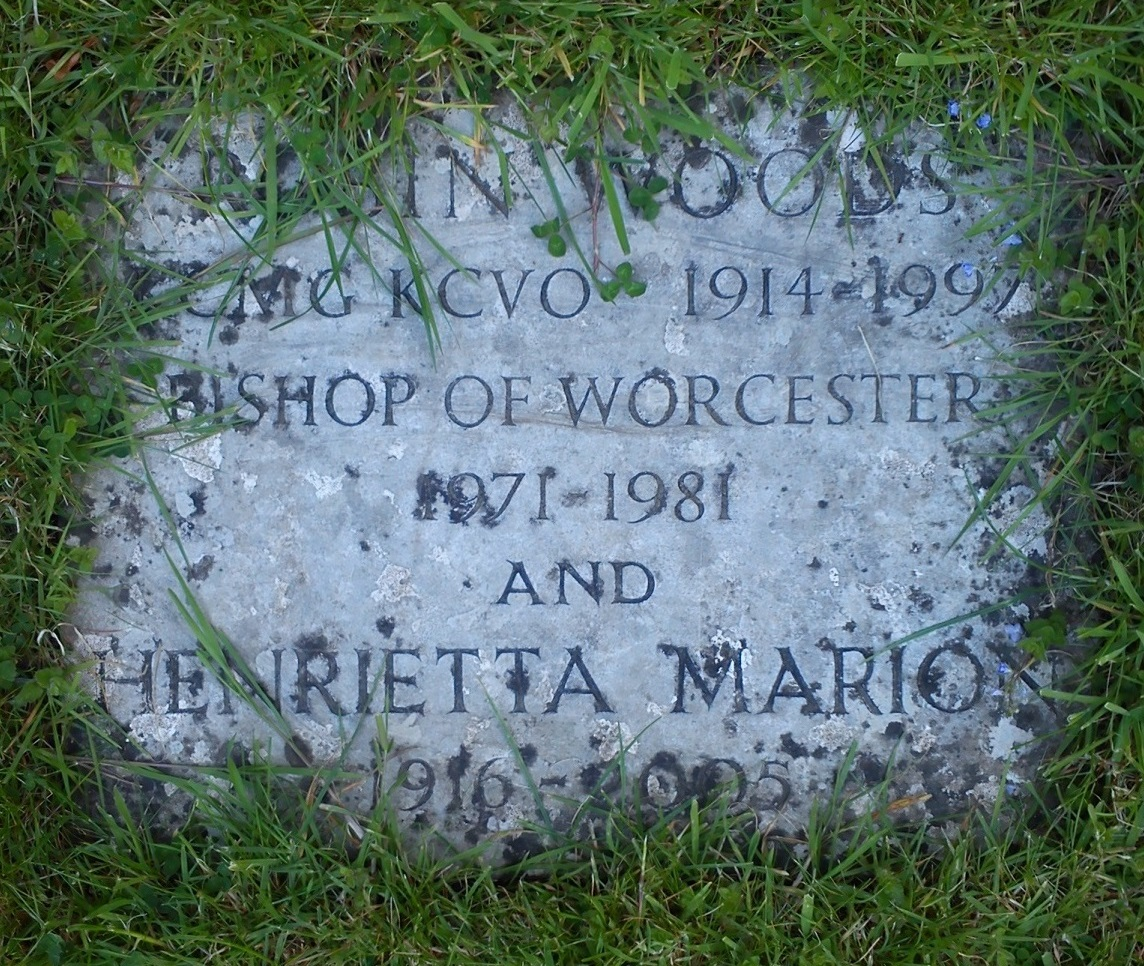
Grab von Robin und Henrietta Marion Woods an der Kathedrale von Worcester

Robert Wilmer Woods, KCMG, KCVO, der immer Robin Woods genannt wurde, (* 14. Februar 1914; † 20. Oktober 1997) war anglikanischer Dekan von Windsor und Bischof von Worcester sowie Mitglied des House of Lords.

## Herkunft und Ausbildung
Woods war der jüngste Sohn des Right Reverend Edward Sydney Woods († 11. Januar 1953), Bischof von Lichfield. Seine Mutter war Clemence Barclay († 14. Oktober 1952) aus der Familie Barclay of Higham.
Er besuchte die Gresham’s School in Holt und studierte am Trinity College der Universität Cambridge.

## Karriere
Woods wurde 1938 als Diakon der Church of England ordiniert und 1939 als Priester. Er war von 1937 bis 1942 Assistant Secretary des Student Christian Movement. Seine erste klerische Dienststelle war von 1938 bis 1939 die eines Kurators von St. Edmund the King, Lombard Street, London und anschließend arbeitete er von 1939 bis 1942 in Hoddesdon. Während des Zweiten Weltkriegs diente er von 1942 bis 1946 als anglikanischer Militärgeistlicher im Rang eines Chaplain to the Forces 4th Class. Für seine Leistungen während des Italienfeldzugs wurde er 1944 Mentioned in Despatches.
Nach dem Krieg wurde er 1946 Vikar von South Wigston in Leicestershire. 1951 wurde er Archdeacon von Singapur und Vikar an der St Andrew’s Cathedral in Malaya. 1958 kehrte er nach England zurück, um Archdeacon von Sheffield und Rektor von Tankersley zu werden. 1962 wurde er Dean of Windsor und Domestic Chaplain für Königin Elisabeth II. Er spielte eine einflussreiche Rolle bei der Erziehung von Prinz Charles. Woods empfahl, dass Charles am Trinity College in Cambridge studieren sollte, wo er selbst studiert hatte. In Windsor diente er auch als Registrar des Hosenbandorden. 1970 wurde er Bischof von Worcester. Elisabeth II. erhob ihn 1971 zum Knight Commander des Royal Victorian Order und 1988 zum Knight Commander des Order of St. Michael and St. George. Ab 1974 war er als Bischof von Worcester auch Mitglied des House of Lords. Er trat 1981 seinen Ruhestand an.
Andere Ämter von Woods:
- Prälat des Hosenbandordens
- Prälat des Order of St. Michael and St. George
- Secretary of the Anglican-Methodist Commission for Unity, 1965–1974
- Member of Council of the Duke of Edinburgh’s Award Scheme, ab 1968
- Member of the Public Schools Commission, 1968–1970
- Governor of Haileybury and Imperial Service College
- Visitor of Malvern College, 1970–1981
- President and Chairman of Council of Queen’s College, Birmingham, 1970–1985
- Chairman of the Windsor Festival Company, 1969–1971
- Chairman of the Churches Television Centre, 1969–79
- Director of Christian Aid, 1969
- Juror des Templeton-Preises

## Familie
Woods heiratete 1942 Henrietta („Etta“) Marion Wilson († 8. Februar 2005) und hatte mit ihr zwei Söhne und drei Töchter. Durch die Ehe war er einer der wohlhabendsten Geistlichen der Church of England.

## Publikationen
- Lord of All, Hear Our Prayer (ed.)
- Robin Woods. An autobiography. SCM Press, London 1986, ISBN 0-334-02424-2.